# كاليب كوك بالدوين
كاليب كوك بالدوين (بالإنجليزية: Caleb Cook Baldwin)‏ هو مبشر أمريكي، ولد في 1820 في Bloomfield, New Jersey ‏ في الولايات المتحدة، وتوفي في 20 يوليو 1911 في إيست أورانج في الولايات المتحدة.